# 佩塔尔·波波维奇 (1959年)
佩塔尔·波波维奇（羅馬化：Petar Popović，1959年7月13日—），克罗地亚男子篮球运动员，司职得分后卫。他曾代表南斯拉夫国家队参加1981年国际篮联欧洲锦标赛，获得银牌。